# 116 (číslo)
Sto šestnáct je přirozené číslo, které následuje po čísle sto patnáct a předchází číslu sto sedmnáct. Římskými číslicemi se zapisuje CXVI.

## Matematika
- deficientní číslo
- nepříznivé číslo
- v desítkové soustavě nešťastné číslo
- Faktoriál tohoto čísla zvětšený o 1 (116! + 1) je prvočíslo

## Chemie
- 116 je protonové číslo livermoria; stabilní izotop s tímto neutronovým číslem mají 4 prvky (osmium, iridium, platina a rtuť); a také nukleonové číslo třetího nejběžnějšího a současně nejtěžšího přírodního izotopu kadmia a třetího nejběžnějšího izotopu cínu[1]

## Historie
- Stoletá válka trvala 116 let (1337–1453)

## Kalendář
- Stošestnáctým dnem kalendářního roku je 26. duben (v přestupném roce 25. duben)

## Roky
- 116
- 116 př. n. l.